# لشچنه (شهرستان گورلیتسه)
لشچنه (به لاتین: Leszczyny) یک روستا در لهستان است که در گمینا اوشچیه گورلیتسکیه واقع شده‌است.